# 네덜란드의 재외공관 목록

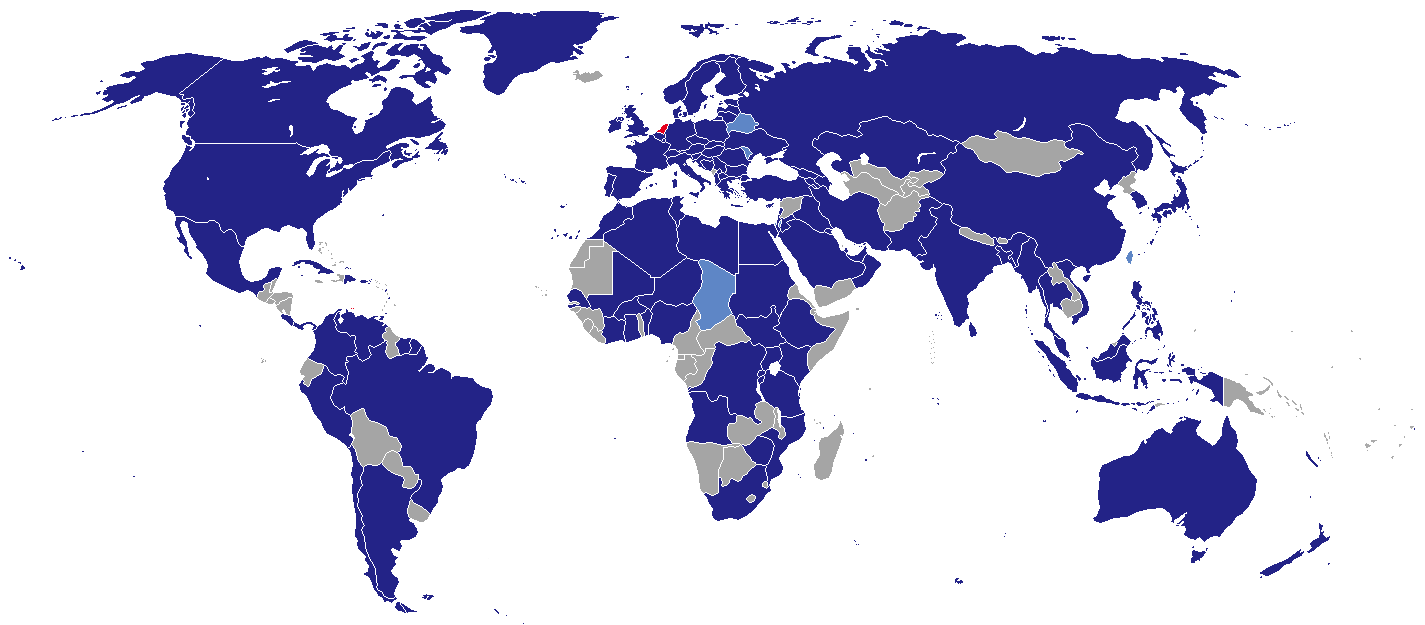
네덜란드의 재외공관

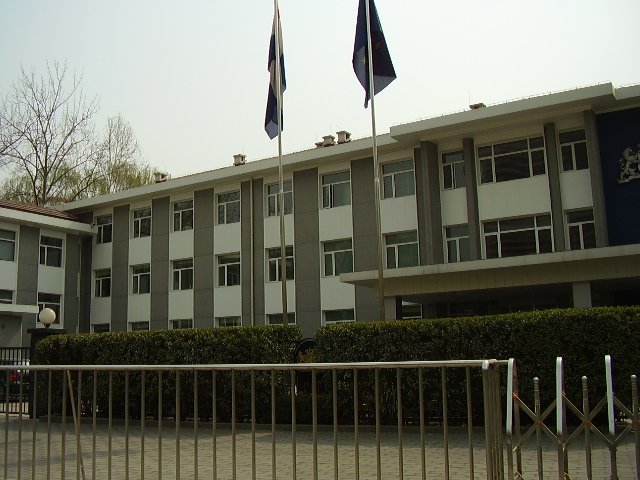
베이징 시 주재 네덜란드 대사관

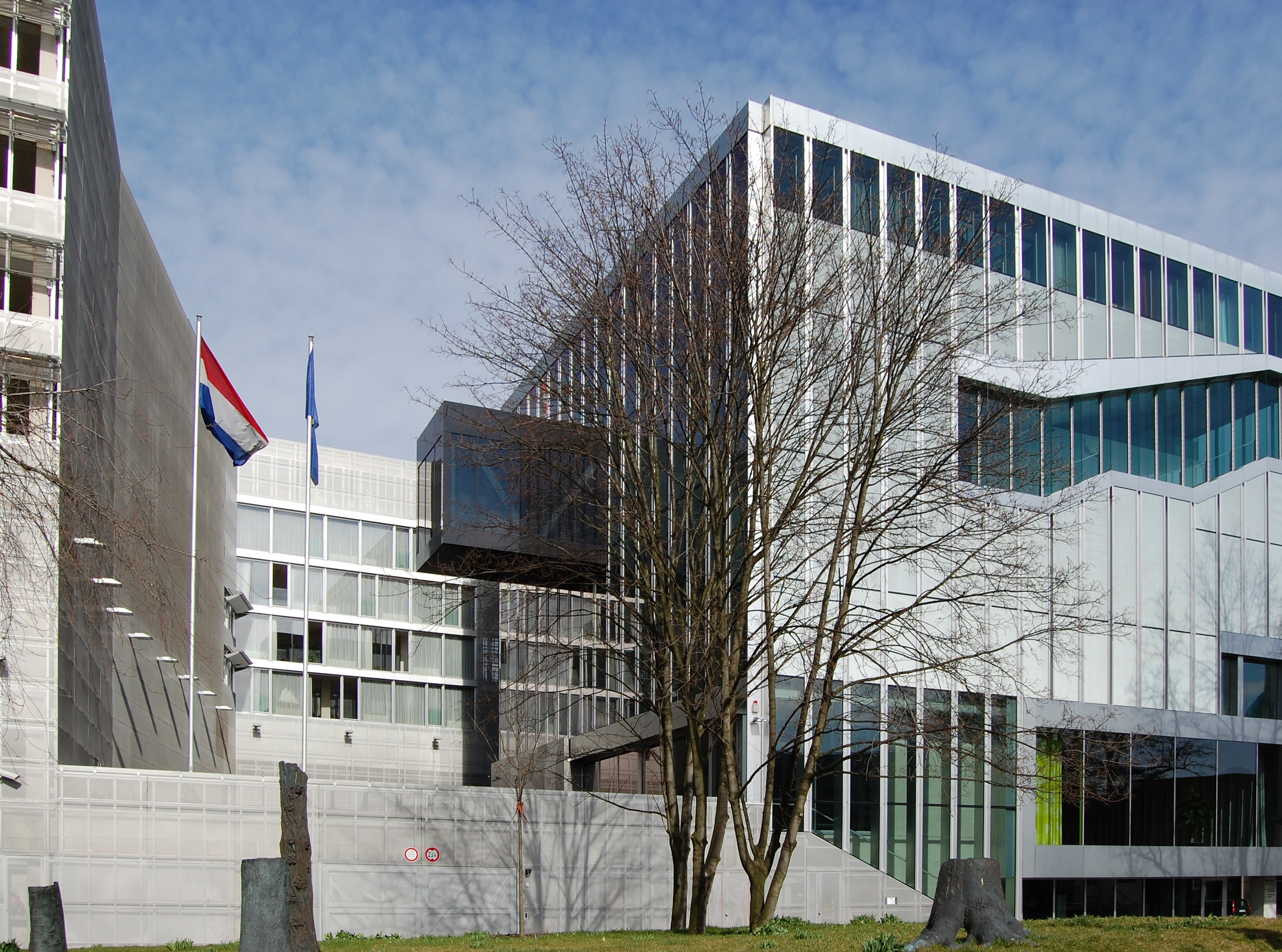
베를린 주재 네덜란드 대사관

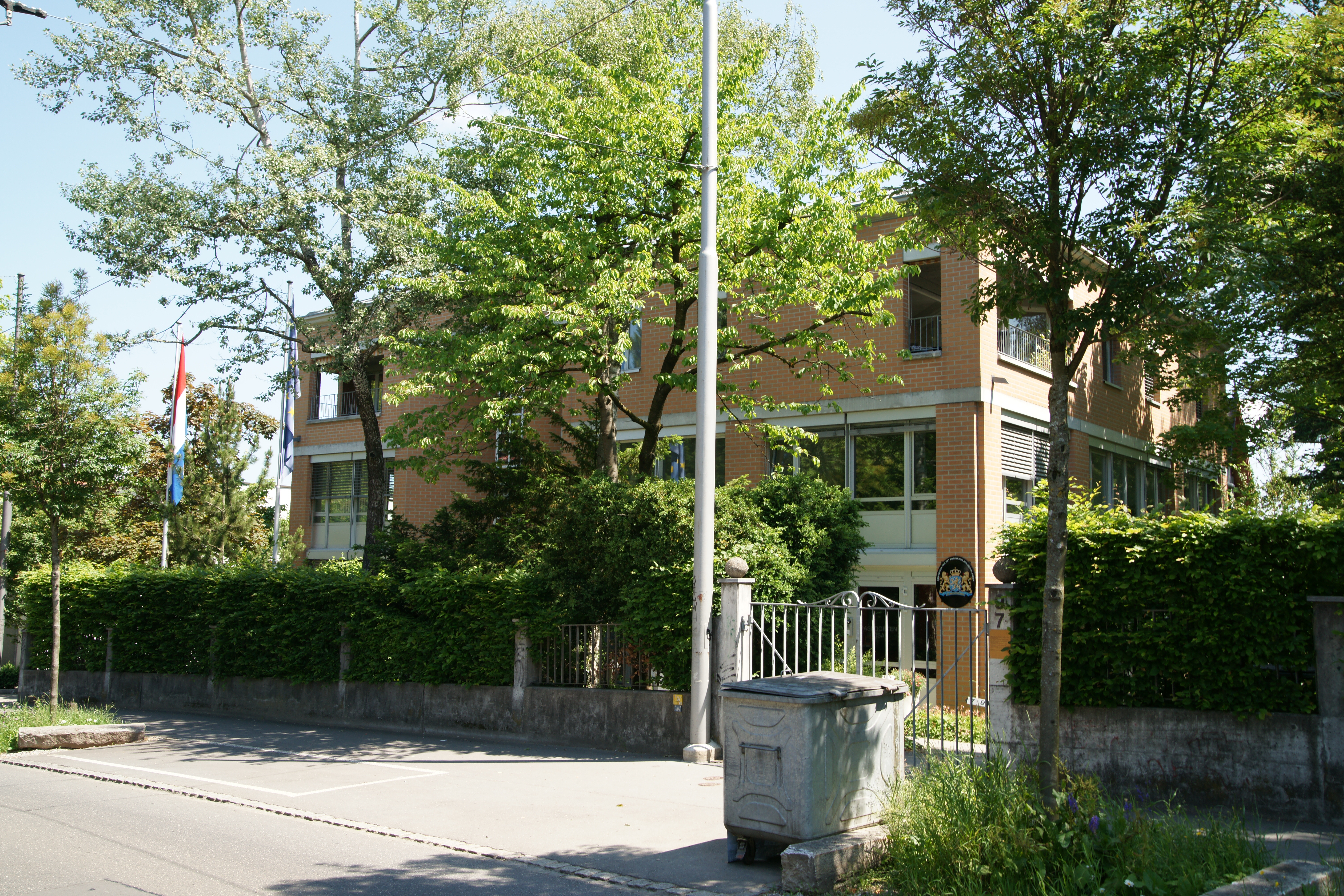
베른 주재 네덜란드 대사관

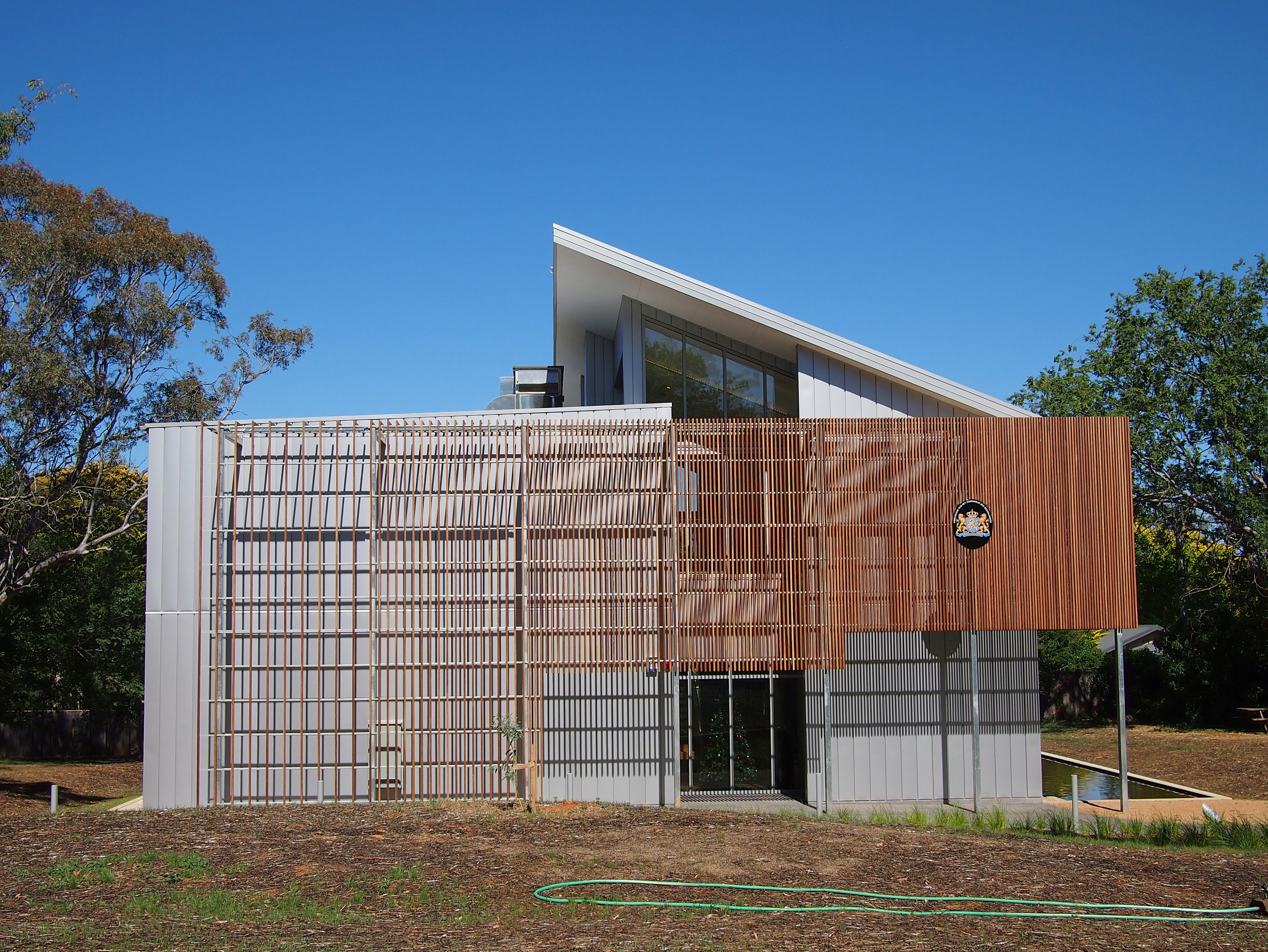
캔버라 주재 네덜란드 대사관

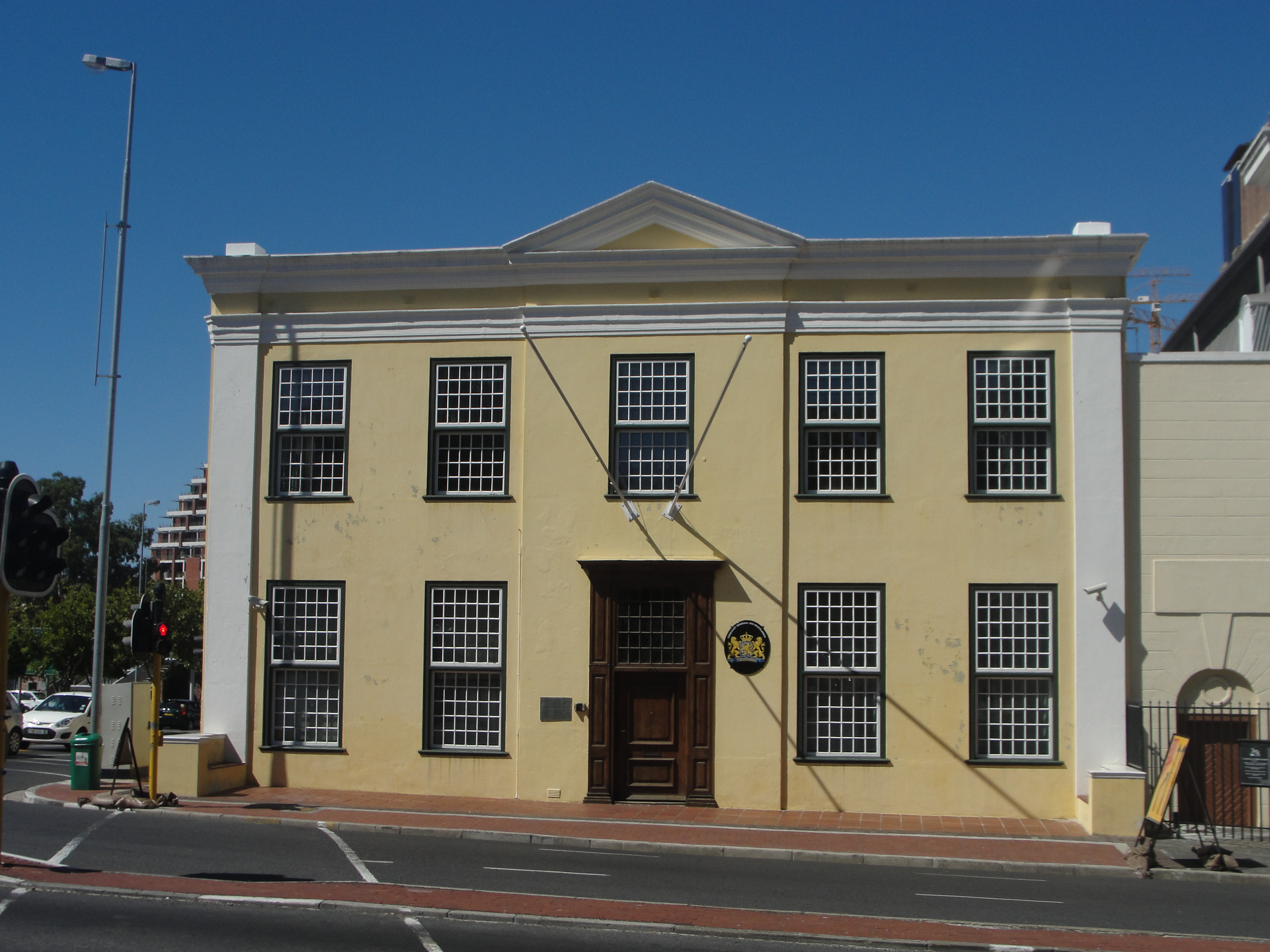
케이프타운 주재 네덜란드 총영사관

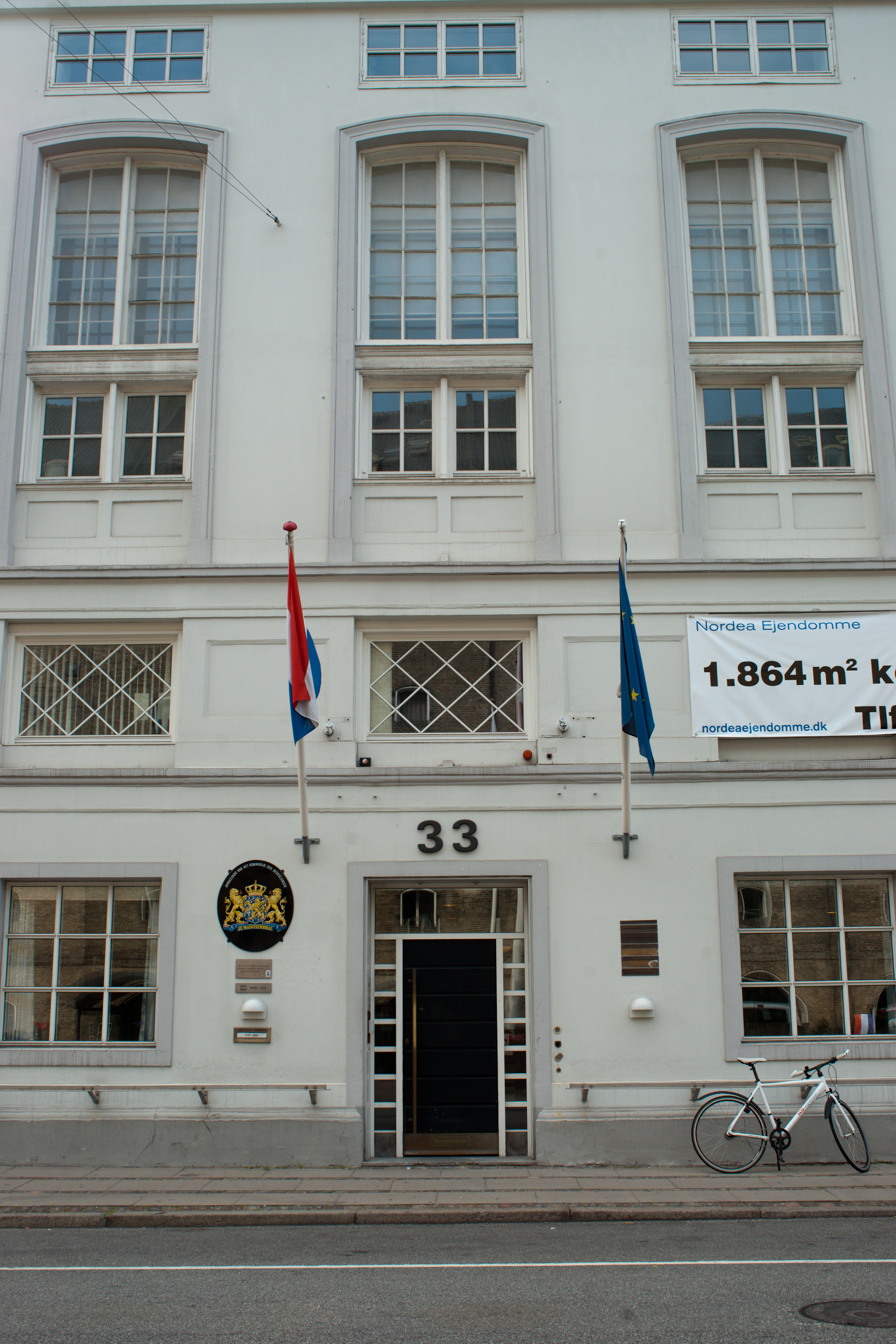
코펜하겐 주재 네덜란드 대사관

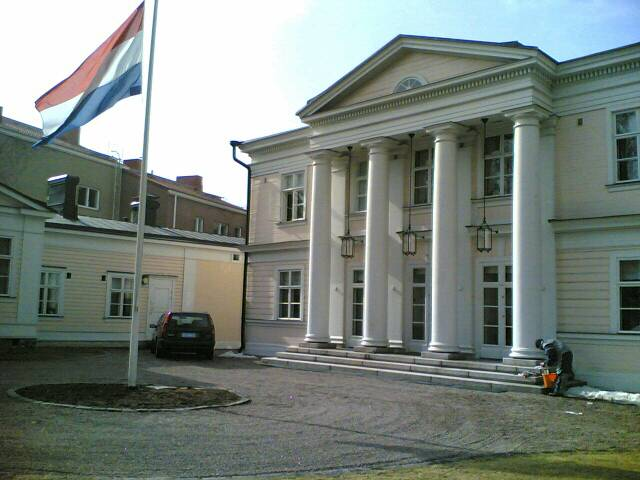
헬싱키 주재 네덜란드 대사관

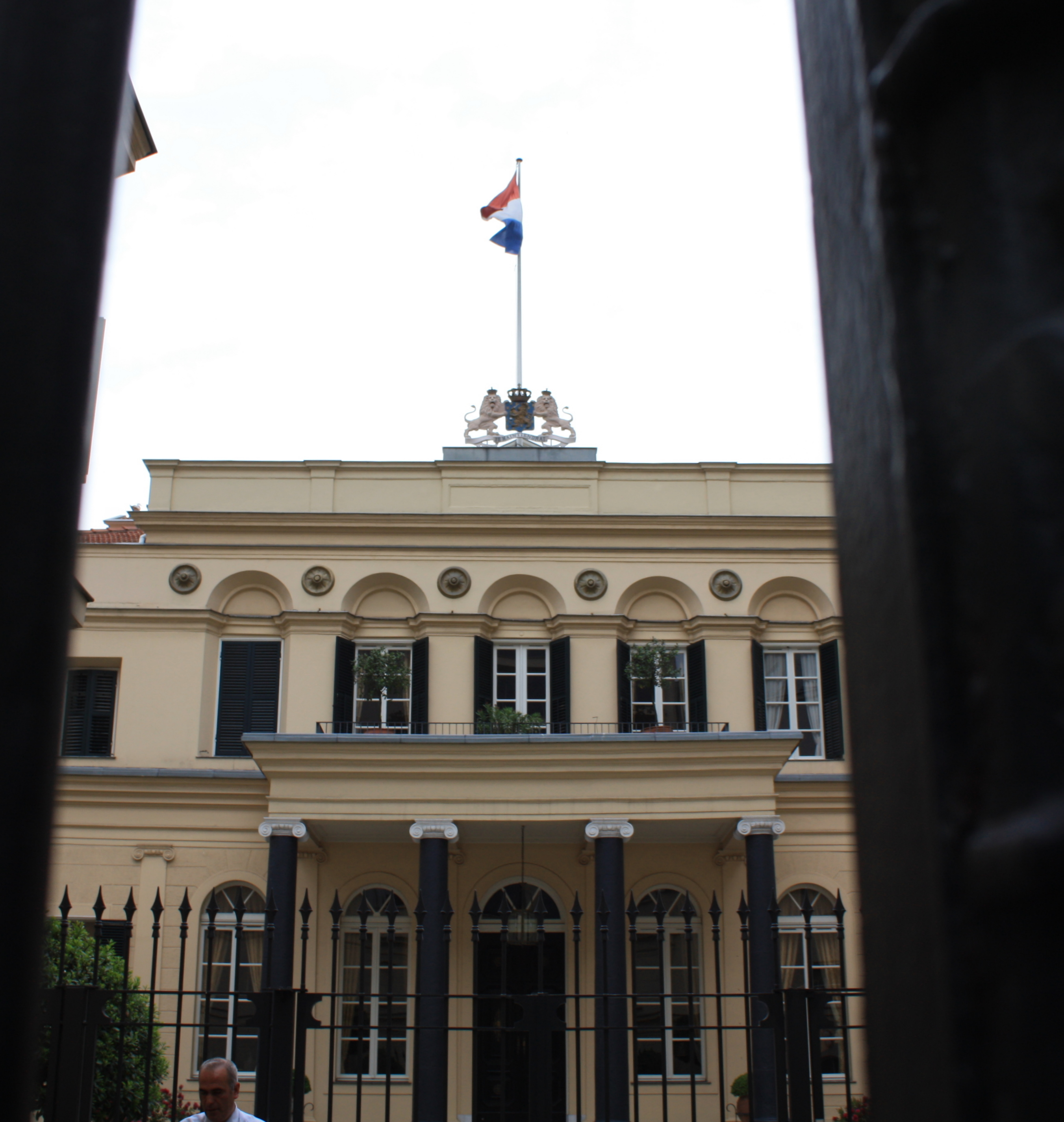
이스탄불 주재 네덜란드 총영사관

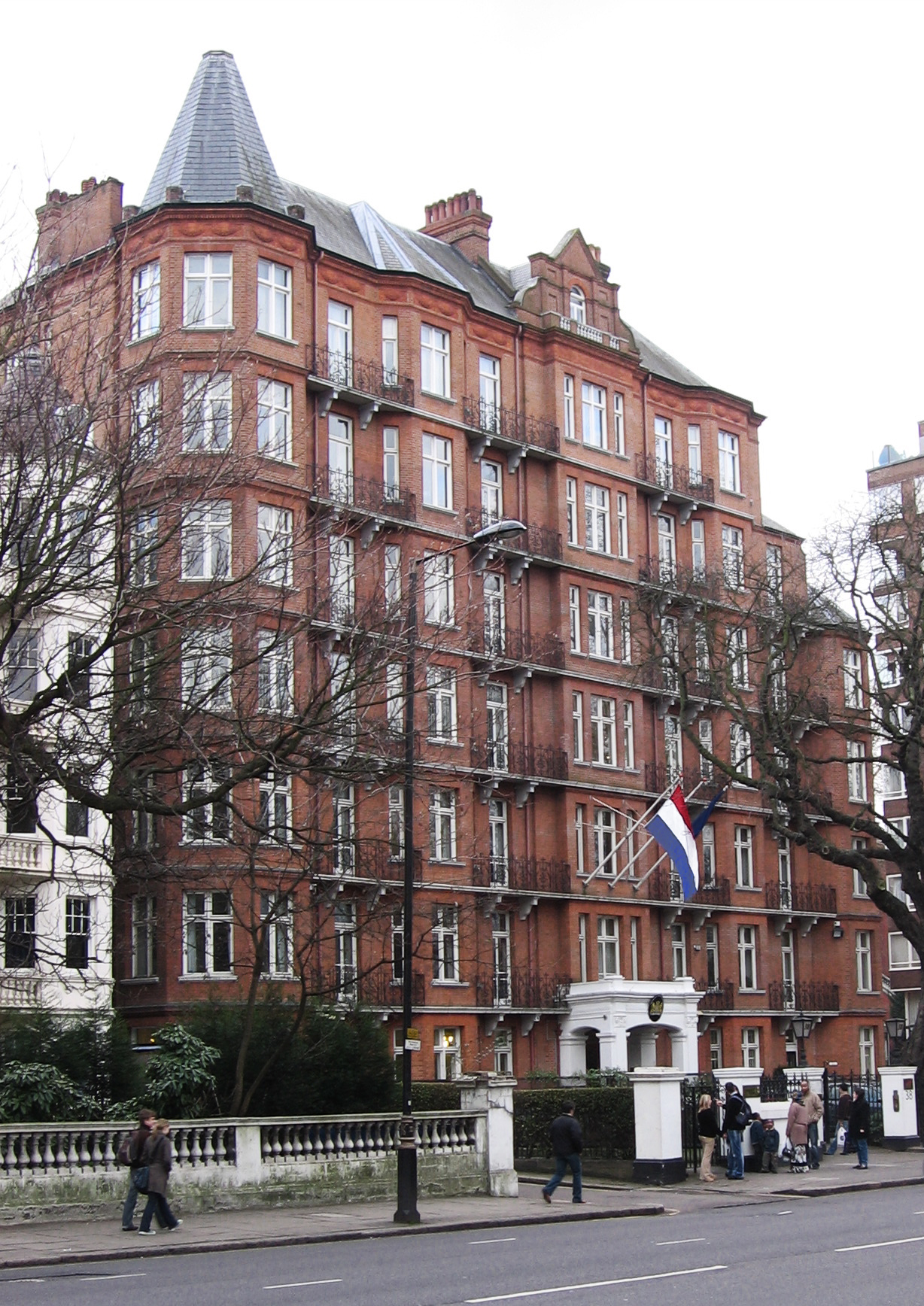
런던 주재 네덜란드 대사관

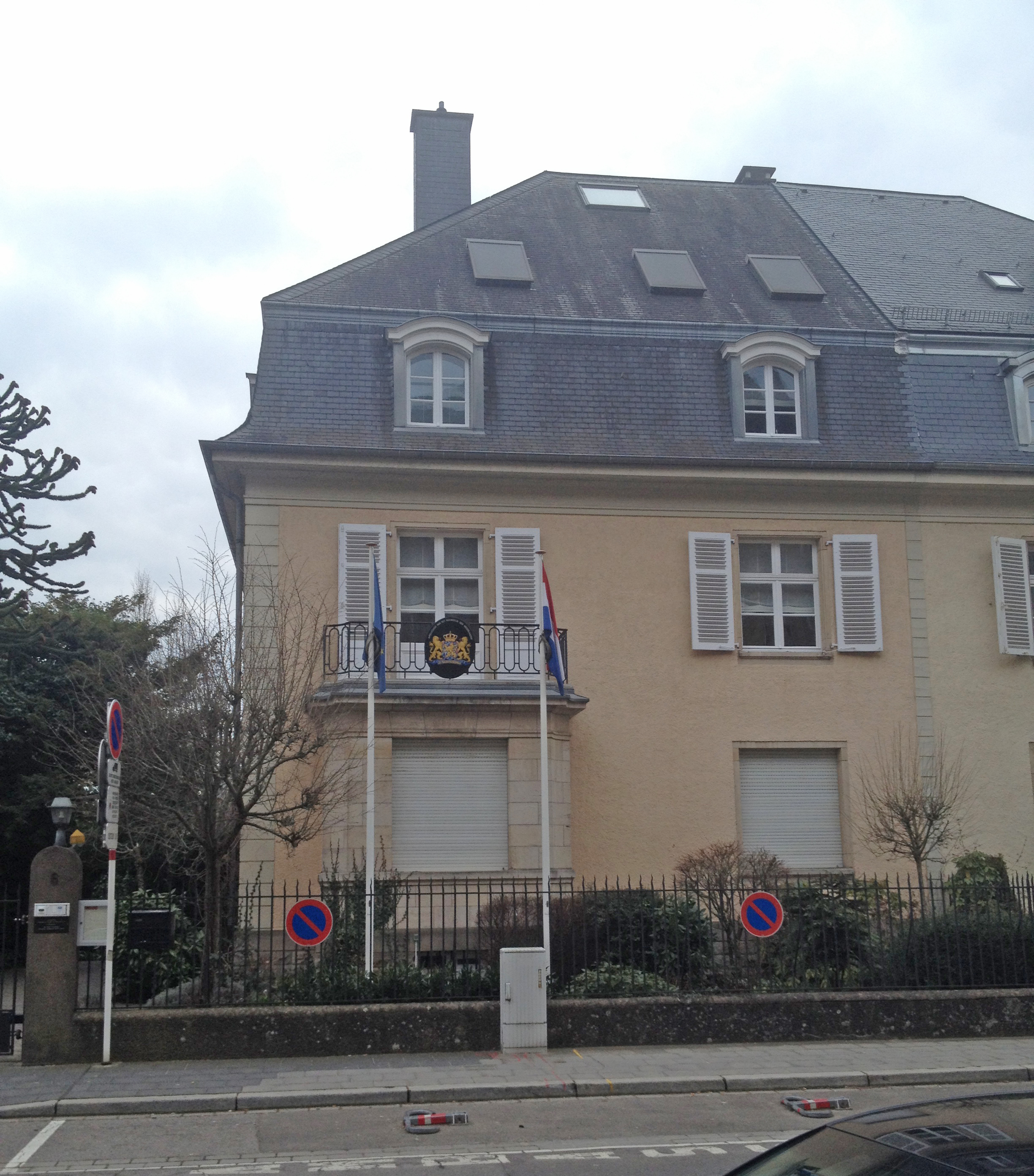
룩셈부르크 시 주재 네덜란드 대사관

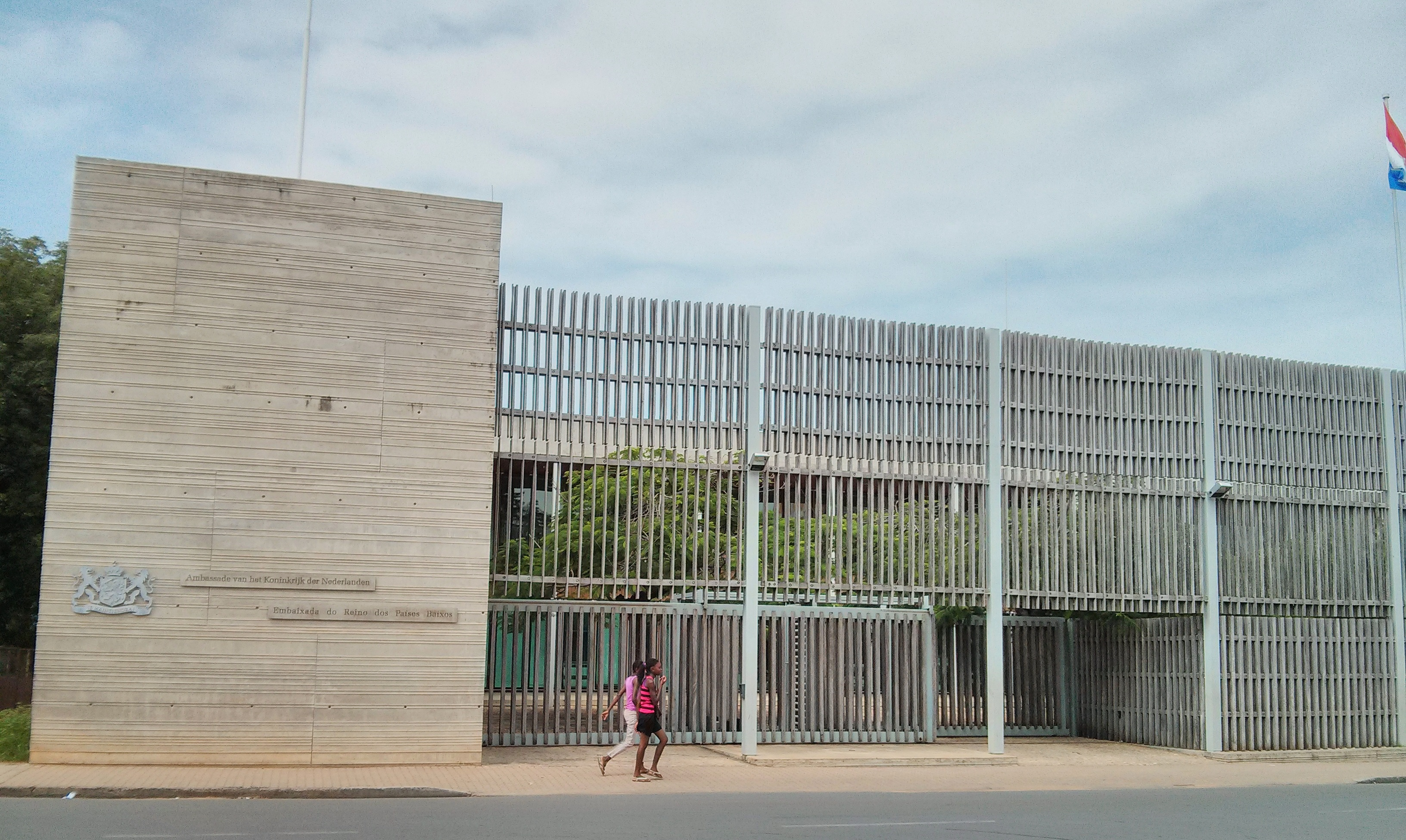
마푸투 주재 네덜란드 대사관

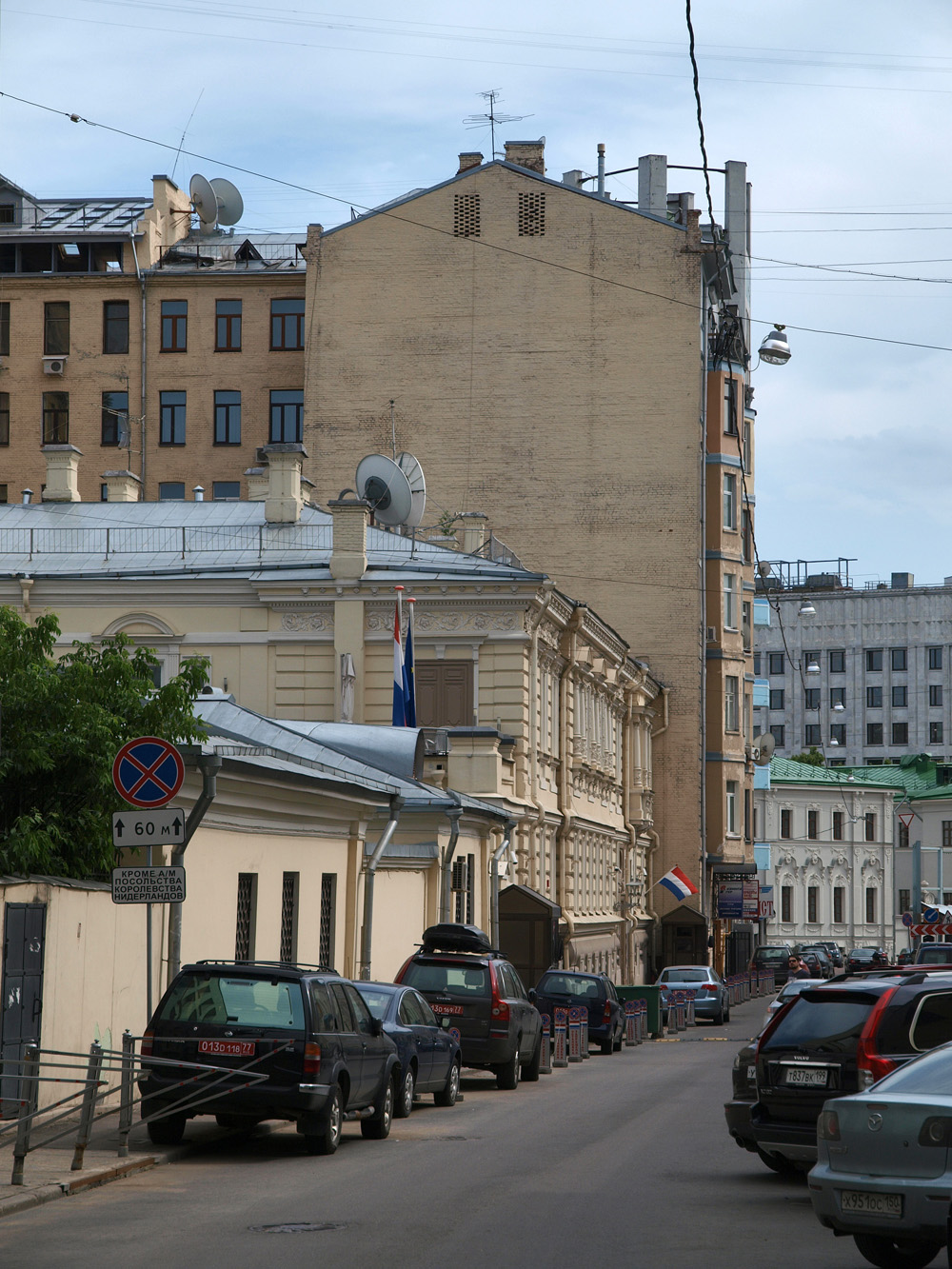
모스크바 주재 네덜란드 대사관

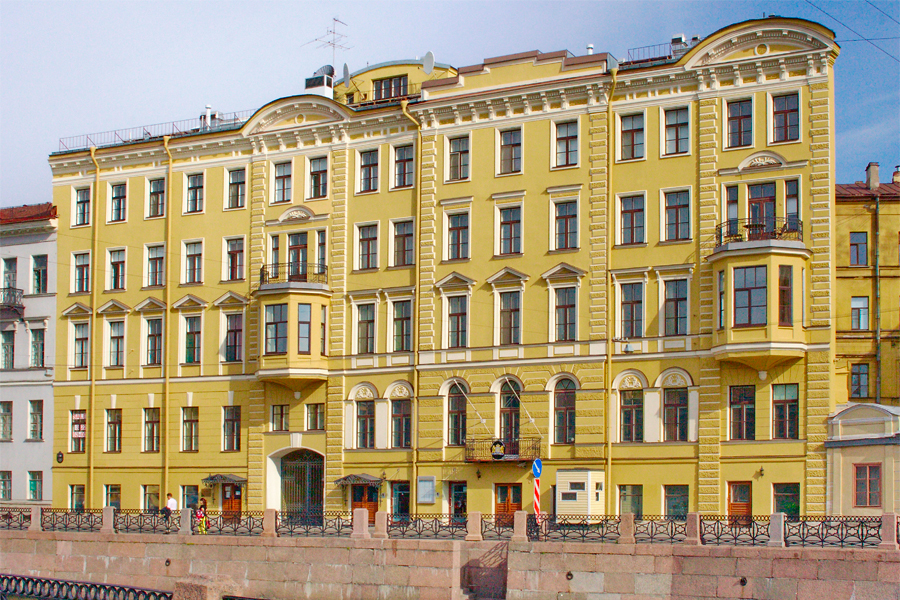
상트페테르부르크 주재 네덜란드 총영사관

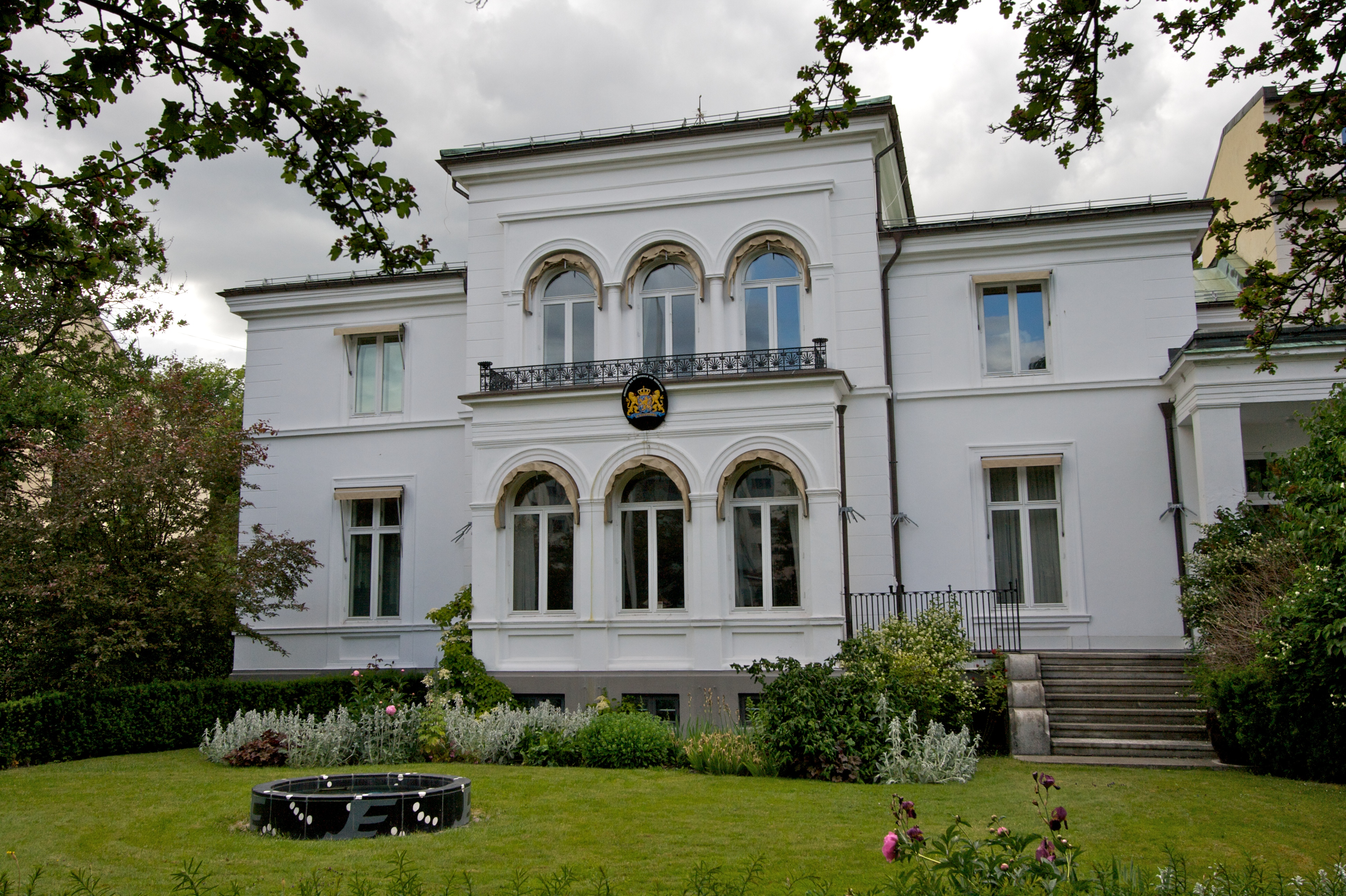
오슬로 주재 네덜란드 대사관

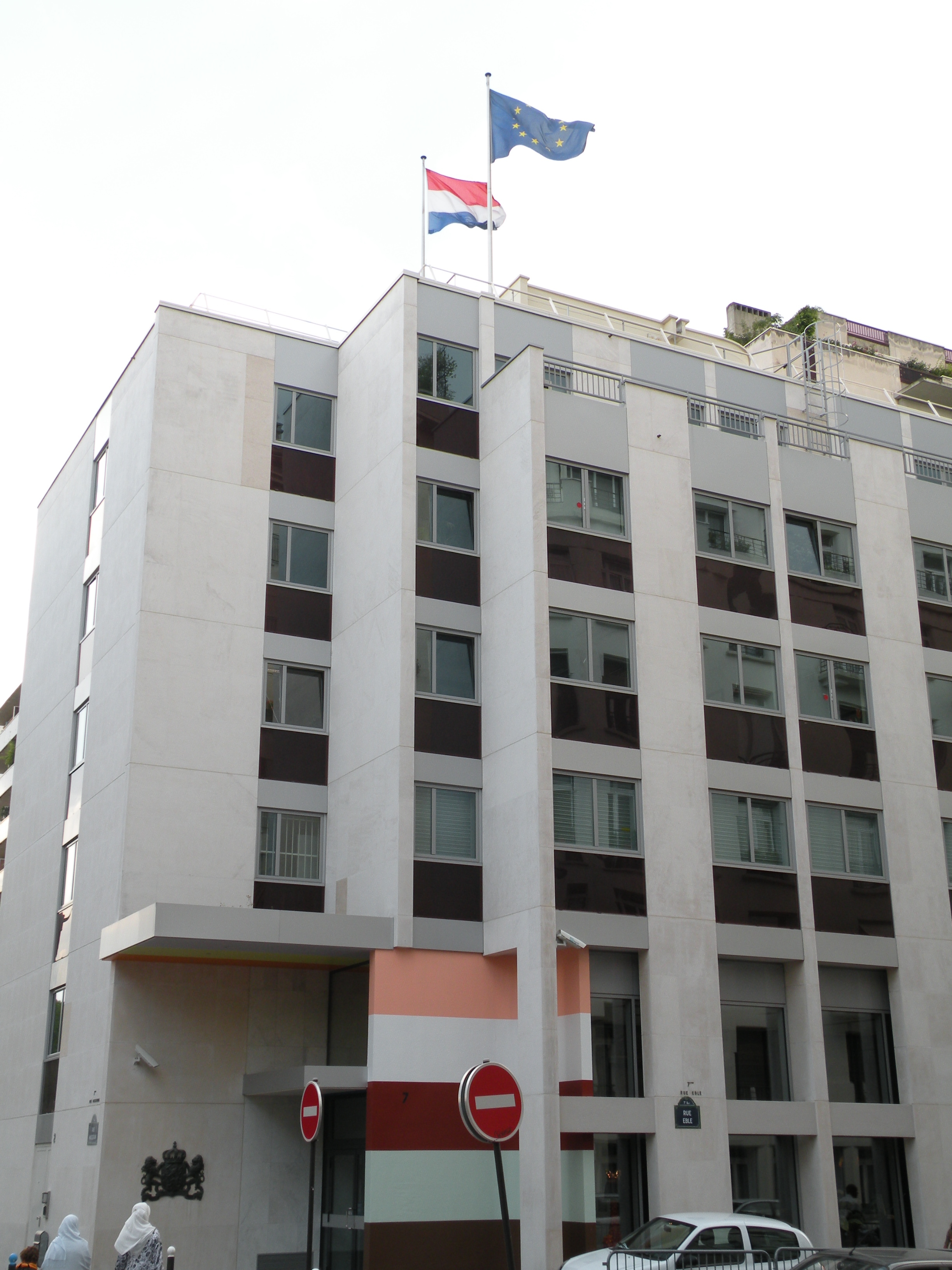
파리 주재 네덜란드 대사관

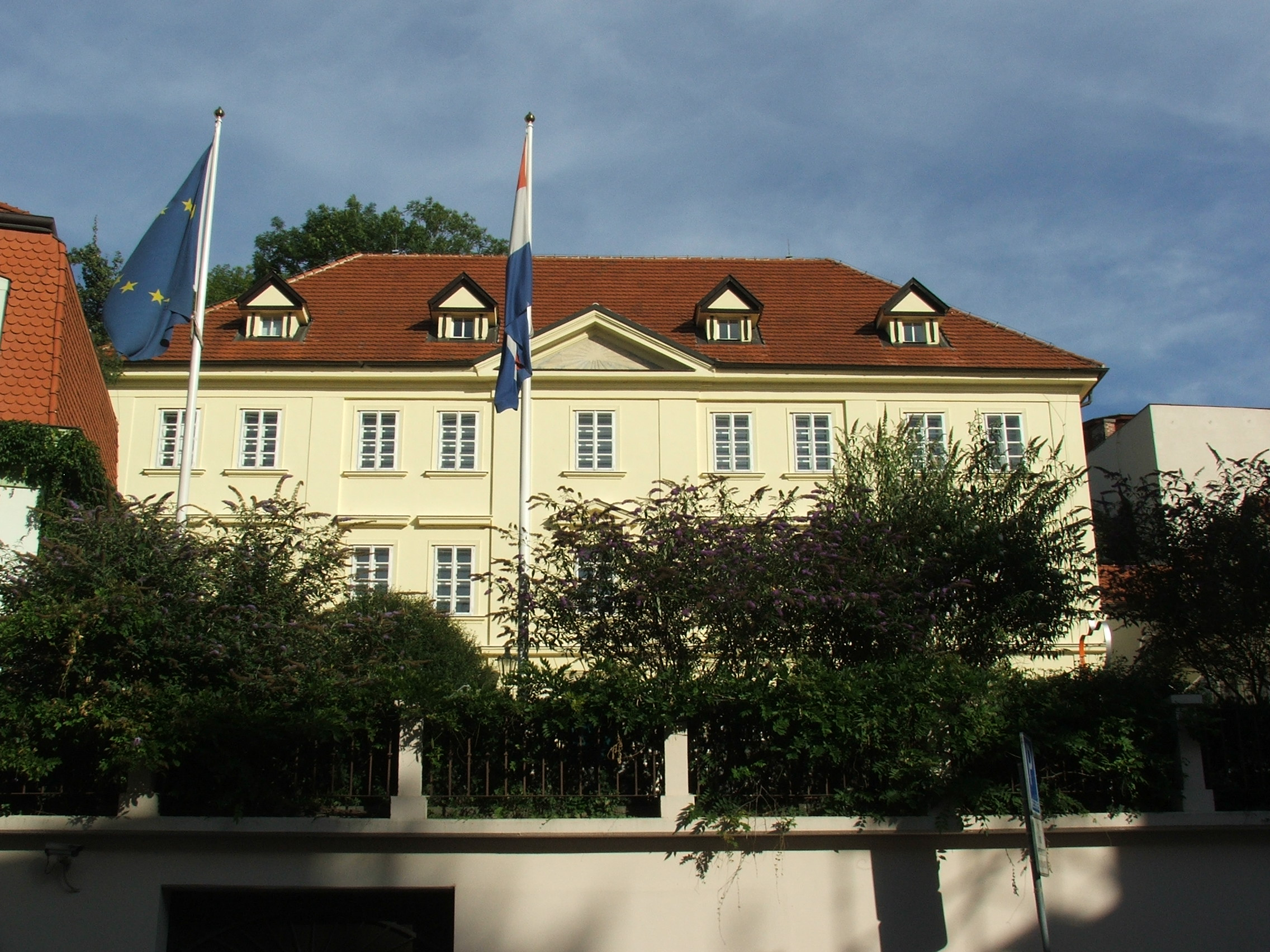
프라하 주재 네덜란드 대사관

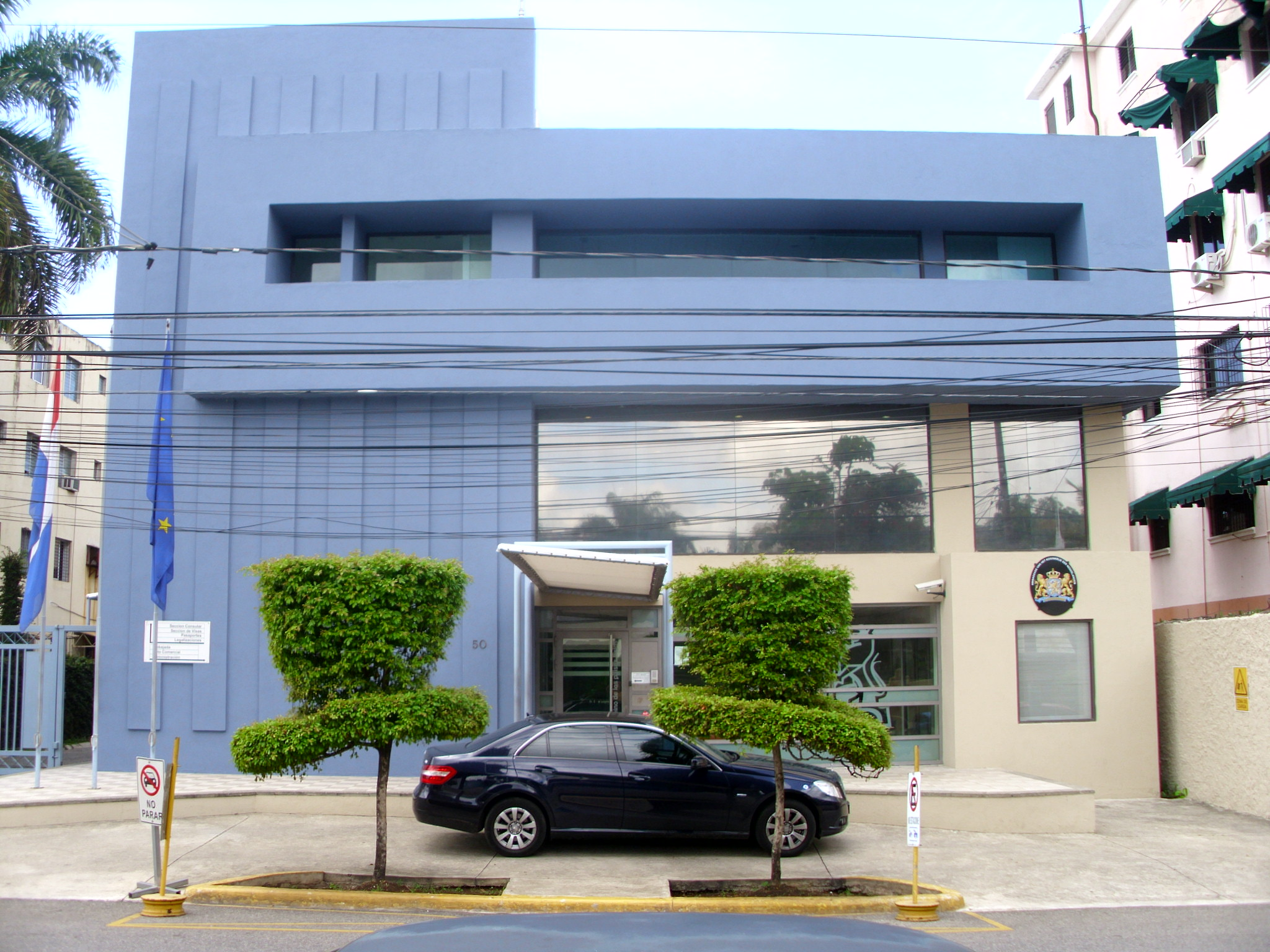
산토도밍고 주재 네덜란드 대사관

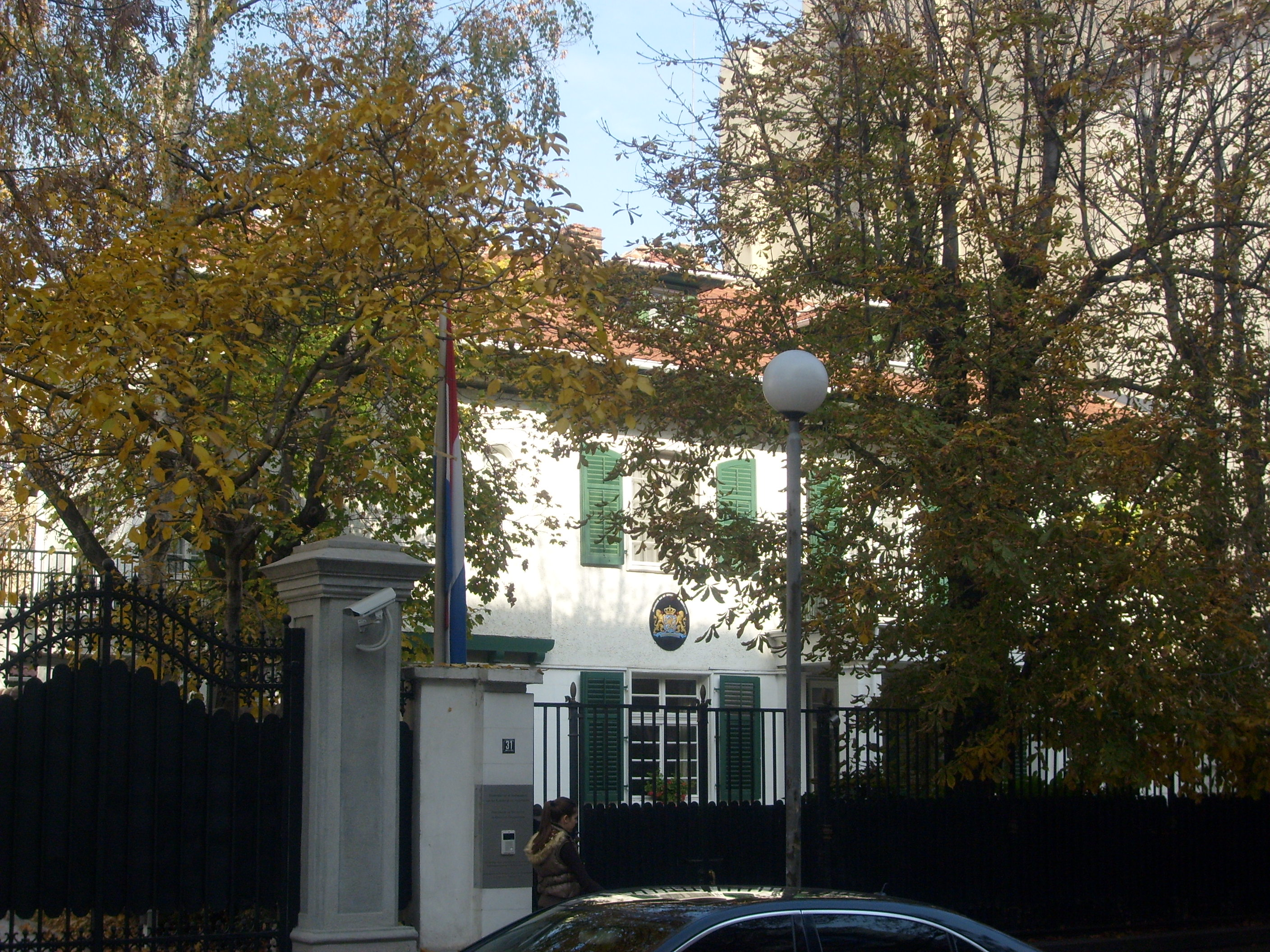
소피아 주재 네덜란드 대사관

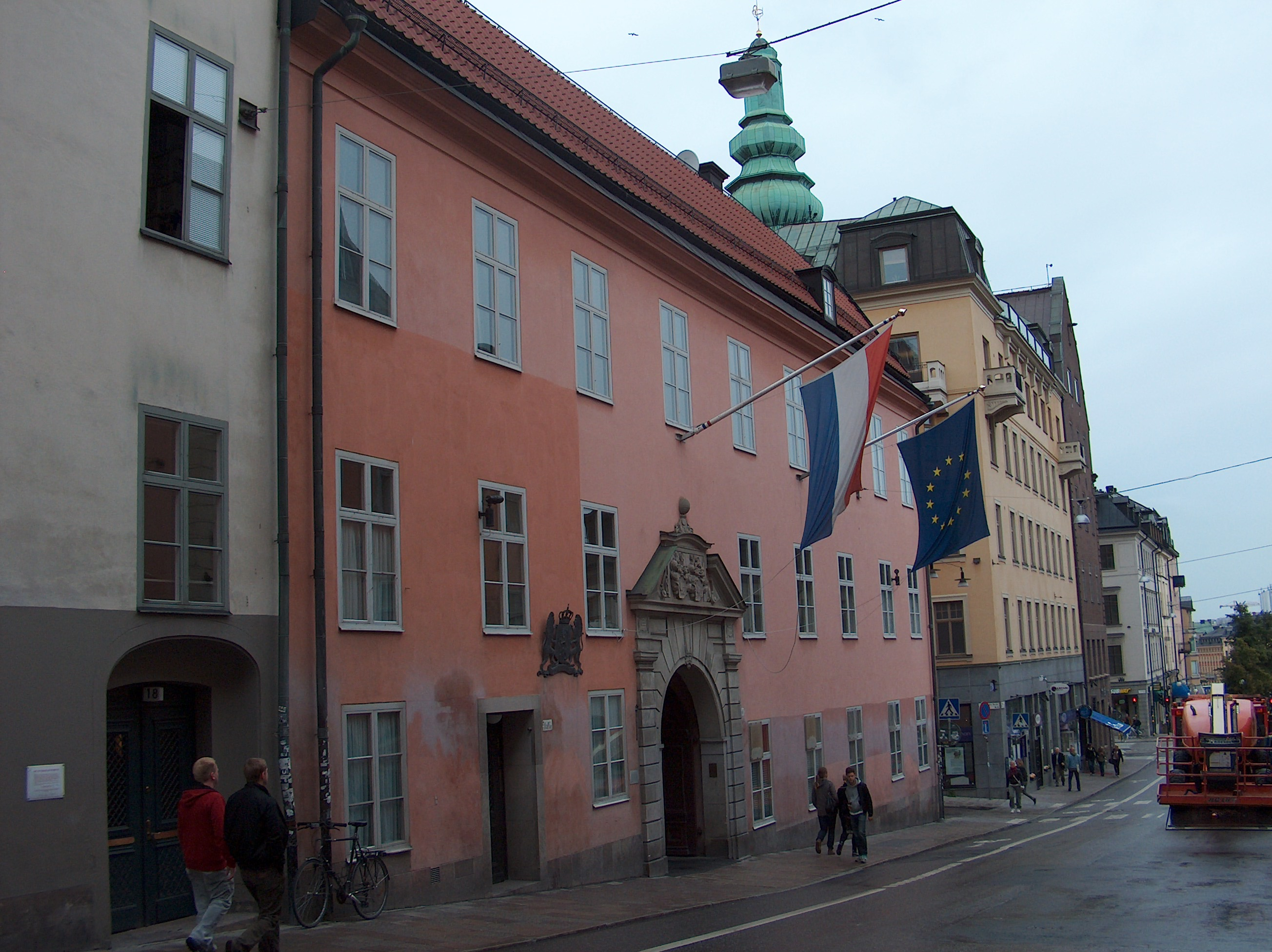
스톡홀름 주재 네덜란드 대사관

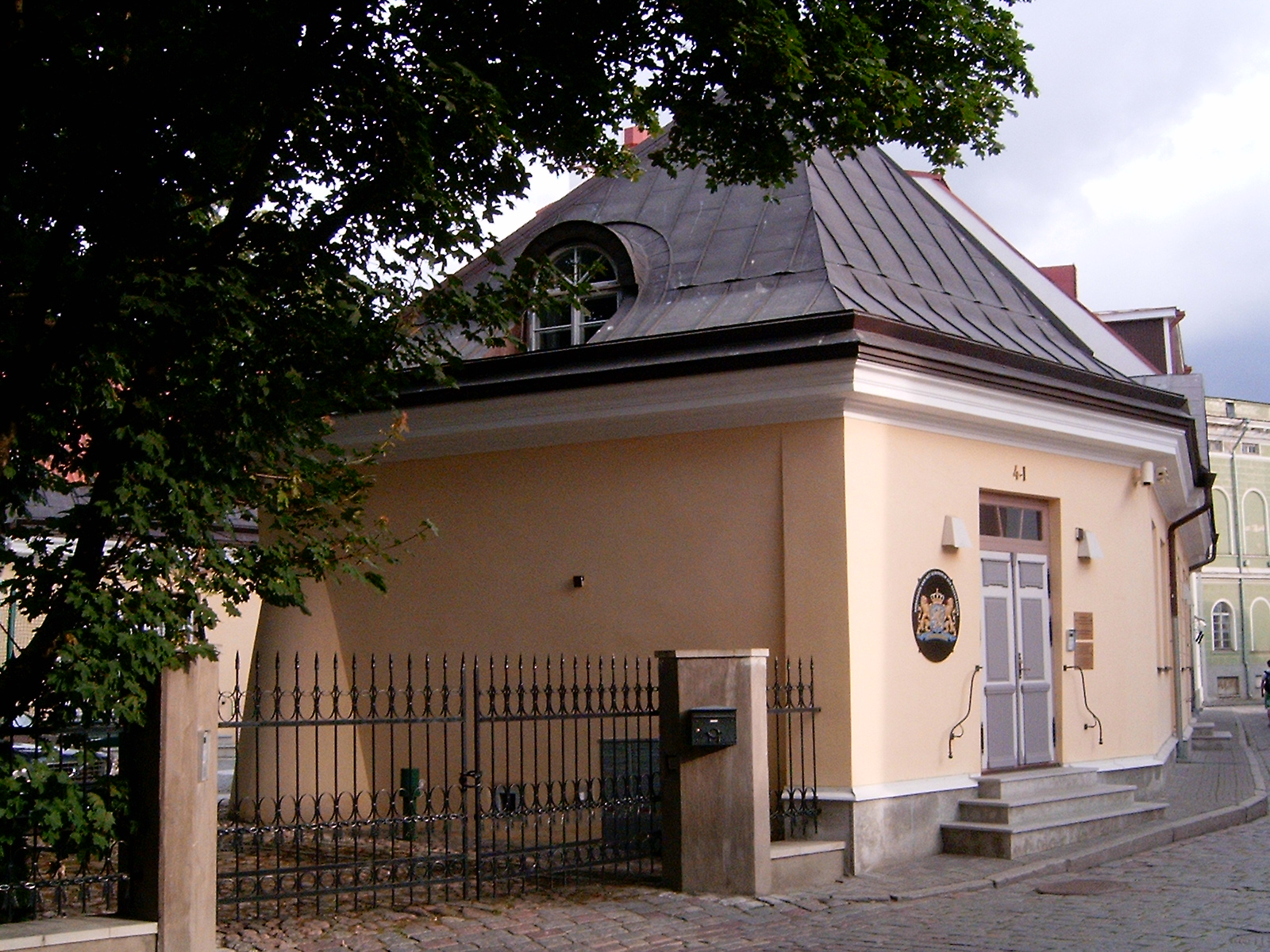
탈린 주재 네덜란드 대사관

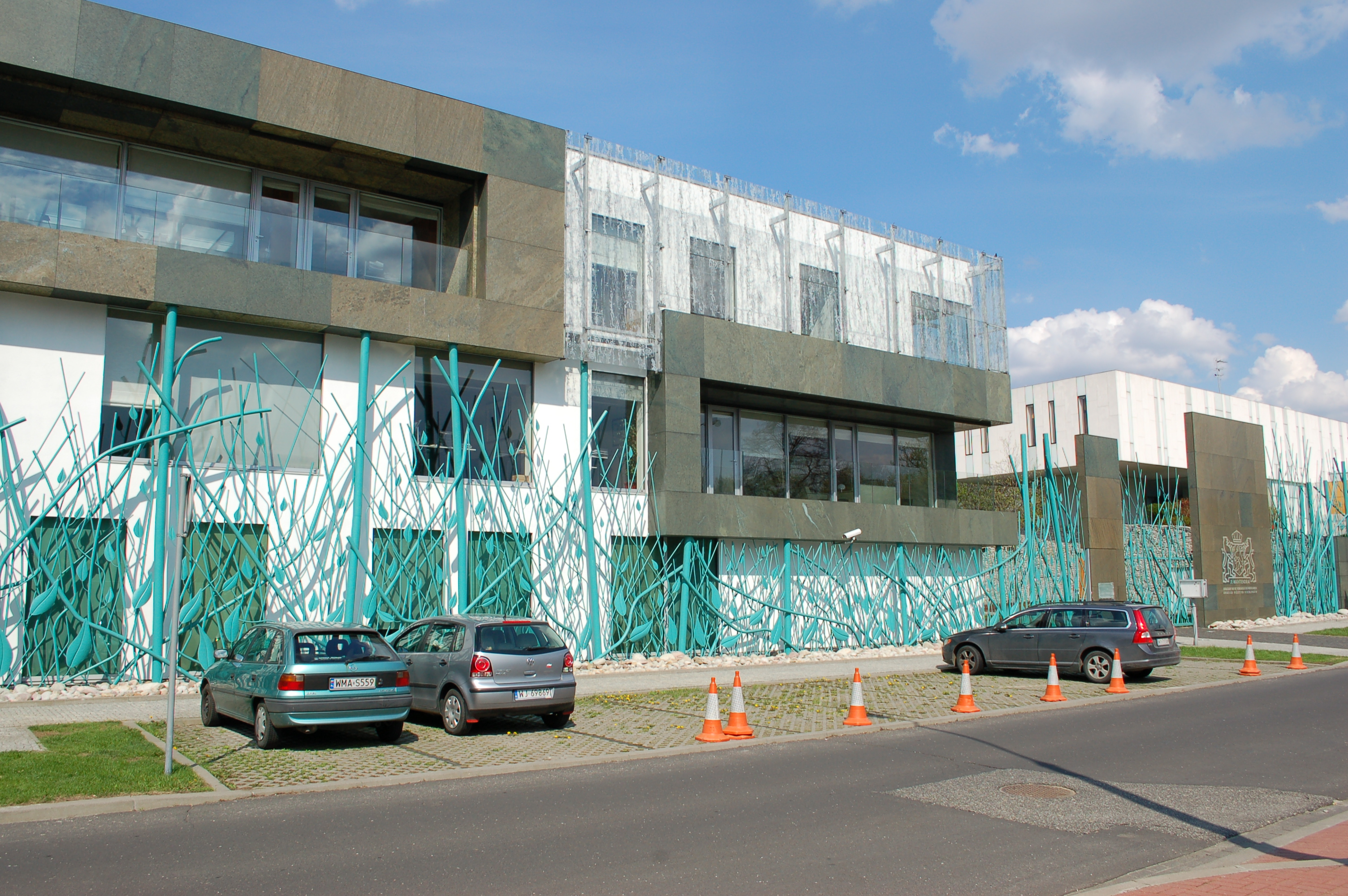
바르샤바 주재 네덜란드 대사관

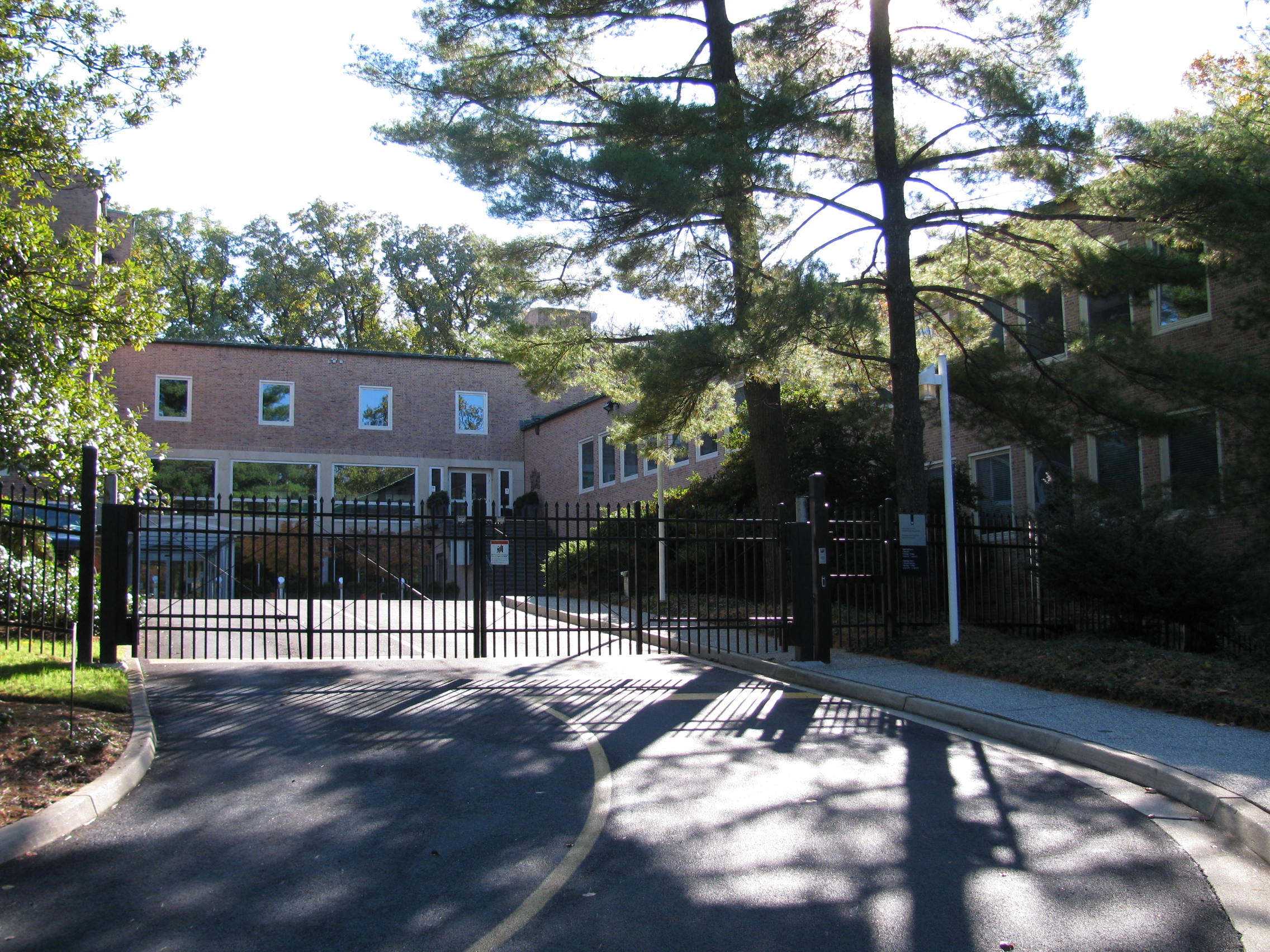
워싱턴 D.C. 주재 네덜란드 대사관

네덜란드의 재외공관 목록은 네덜란드 주재 대사관을 각국에 상주시켜 놓는 것을 의미하며 네덜란드의 재외공관을 나열한 목록이다.

## 아프리카
- 알제리
  - 알제 (대사관)
- 앙골라
  - 루안다 (대사관)
- 베냉
  - 코토누 (대사관)
- 부룬디
  - 부줌부라 (대사관)
- 콩고 민주 공화국
  - 킨샤사 (대사관)
- 이집트
  - 카이로 (대사관)
- 에티오피아
  - 아디스아바바 (대사관)
- 가나
  - 아크라 (대사관)
- 케냐
  - 나이로비 (대사관)
- 리비아
  - 트리폴리 (대사관)
- 말리
  - 바마코 (대사관)
- 모로코
  - 라바트 (대사관), 카사블랑카 (총영사관)
- 모잠비크
  - 마푸투 (대사관)
- 나이지리아
  - 아부자 (대사관)
- 르완다
  - 키갈리 (대사관)
- 세네갈
  - 다카르 (대사관)
- 남아프리카 공화국
  - 프리토리아 (대사관), 케이프타운 (총영사관)
- 남수단
  - 주바 (대사관)
- 수단
  - 하르툼 (대사관)
- 탄자니아
  - 다르에스살람 (대사관)
- 튀니지
  - 튀니스 (대사관)
- 우간다
  - 캄팔라 (대사관)
- 짐바브웨
  - 하라레 (대사관)

## 아메리카
- 아르헨티나
  - 부에노스아이레스 (대사관)
- 브라질
  - 브라질리아 (대사관), 리우데자네이루 (총영사관), 상파울루 (총영사관)
- 캐나다
  - 오타와 (대사관), 토론토 (총영사관), 밴쿠버 (총영사관)
- 칠레
  - 산티아고 (대사관)
- 콜롬비아
  - 보고타 (대사관)
- 코스타리카
  - 산호세 (대사관)
- 쿠바
  - 아바나 (대사관)
- 도미니카 공화국
  - 산토도밍고 (대사관)
- 멕시코
  - 멕시코시티 (대사관)
- 파나마
  - 파나마시티 (대사관)
- 페루
  - 리마 (대사관)
- 수리남
  - 파라마리보 (대사관)
- 트리니다드 토바고
  - 포트오브스페인 (대사관)
- 미국
  - 워싱턴 D.C. (대사관), 시카고 (총영사관), 마이애미 (총영사관), 뉴욕 (총영사관), 샌프란시스코 (총영사관)
- 베네수엘라
  - 카라카스 (대사관)

## 아시아
- 아제르바이잔
  - 바쿠 (대사관)
- 방글라데시
  - 다카 (대사관)
- 중화인민공화국
  - 베이징시 (대사관), 충칭시 (총영사관), 광저우시 (총영사관), 홍콩 (총영사관), 상하이시 (총영사관)
- 조지아
  - 트빌리시 (대사관)
- 인도
  - 뉴델리 (대사관), 뭄바이 (총영사관)
- 인도네시아
  - 자카르타 (대사관)
- 이란
  - 테헤란 (대사관)
- 이라크
  - 바그다드 (대사관), 아르빌 (총영사관)
- 이스라엘
  - 텔아비브 (대사관)
- 일본
  - 도쿄도 (대사관), 오사카시 (총영사관)
- 요르단
  - 암만 (대사관)
- 카자흐스탄
  - 아스타나 (대사관)
- 대한민국
  - 서울특별시 (대사관)
- 쿠웨이트
  - 쿠웨이트시티 (대사관)
- 레바논
  - 베이루트 (대사관)
- 말레이시아
  - 쿠알라룸푸르 (대사관)
- 오만
  - 무스카트 (대사관)
- 파키스탄
  - 이슬라마바드 (대사관)
- 팔레스타인
  - 라말라 (대표부 사무소)
- 필리핀
  - 마닐라 (대사관)
- 카타르
  - 도하 (대사관)
- 사우디아라비아
  - 리야드 (대사관)
- 싱가포르
  - 싱가포르 (대사관)
- 스리랑카
  - 콜롬보 (대사관)
- 중화민국
  - 타이베이시 (네덜란드 무역·투자 사무소)
- 태국
  - 방콕 (대사관)
- 튀르키예
  - 앙카라 (대사관), 이스탄불 (총영사관)
- 아랍에미리트
  - 아부다비 (대사관), 두바이 (총영사관)
- 베트남
  - 하노이 (대사관), 호찌민시 (총영사관)

## 유럽
- 알바니아
  - 티라나 (대사관)
- 오스트리아
  - 빈 (대사관)
- 벨기에
  - 브뤼셀 (대사관), 안트베르펜 (총영사관)
- 보스니아 헤르체고비나
  - 사라예보 (대사관)
- 불가리아
  - 소피아 (대사관)
- 크로아티아
  - 자그레브 (대사관)
- 키프로스
  - 니코시아 (대사관)
- 체코
  - 프라하 (대사관)
- 덴마크
  - 코펜하겐 (대사관)
- 에스토니아
  - 탈린 (대사관)
- 핀란드
  - 헬싱키 (대사관)
- 프랑스
  - 파리 (대사관)
- 독일
  - 베를린 (대사관), 뒤셀도르프 (총영사관), 뮌헨 (총영사관)
- 그리스
  - 아테네 (대사관)
- 바티칸 시국
  - 바티칸 시국 (대사관)
- 헝가리
  - 부다페스트 (대사관)
- 아일랜드
  - 더블린 (대사관)
- 이탈리아
  - 로마 (대사관), 밀라노 (총영사관)
- 코소보
  - 프리슈티나 (대사관)
- 라트비아
  - 리가 (대사관)
- 리투아니아
  - 빌뉴스 (대사관)
- 룩셈부르크
  - 룩셈부르크 시 (대사관)
- 북마케도니아
  - 스코페 (대사관)
- 몰타
  - 발레타 (대사관)
- 노르웨이
  - 오슬로 (대사관)
- 폴란드
  - 바르샤바 (대사관)
- 포르투갈
  - 리스본 (대사관)
- 루마니아
  - 부쿠레슈티 (대사관)
- 러시아
  - 모스크바 (대사관), 상트페테르부르크 (총영사관)
- 세르비아
  - 베오그라드 (대사관)
- 슬로바키아
  - 브라티슬라바 (대사관)
- 슬로베니아
  - 류블랴나 (대사관)
- 스페인
  - 마드리드 (대사관)
- 스웨덴
  - 스톡홀름 (대사관)
- 스위스
  - 베른 (대사관)
- 우크라이나
  - 키예프 (대사관)
- 영국
  - 런던 (대사관)

## 오세아니아
- 오스트레일리아
  - 캔버라 (대사관), 시드니 (총영사관)
- 뉴질랜드
  - 웰링턴 (대사관)

## 대표부
- EU, NATO 네덜란드 정부 대표부: 브뤼셀
- UN 네덜란드 정부 대표부: 뉴욕, 빈, 제네바
- UNEP 네덜란드 정부 대표부: 나이로비
- UNESCO, OECD 네덜란드 정부 대표부: 파리
- FAO 네덜란드 정부 대표부: 로마
- 유럽 평의회 네덜란드 정부 대표부: 스트라스부르
- 화학 무기 금지 기구 네덜란드 정부 대표부: 헤이그
- 유럽 안보 협력 기구 네덜란드 정부 대표부: 빈